# 산팅구
산팅구(한국어: 산정구, 중국어: 山亭区, 병음: Shāntíng Qū)는 중화인민공화국 산둥성 짜오좡 시의 현급 행정구역이다. 넓이는 1018km2이고, 인구는 2007년 기준으로 490,000명이다.

## 행정 구역
1개 가도, 8개 진, 1개 향을 관할한다.
- 가도: 山城街道.
- 진: 北庄镇, 徐庄镇, 西集镇, 桑村镇, 城头镇, 冯卯镇, 店子镇, 水泉镇.
- 향: 凫城乡.